# USS Benham (DD-397)
USS Benham (DD-397) là một tàu khu trục, chiếc dẫn đầu của lớp Benham, được Hải quân Hoa Kỳ chế tạo vào cuối những năm 1930. Nó là chiếc tàu chiến thứ hai của Hải quân Hoa Kỳ được đặt tên theo Chuẩn đô đốc Andrew Ellicot Kennedy Benham (1832-1905), người tham gia cuộc Nội chiến Hoa Kỳ. Benham đã hoạt động tại Mặt trận Thái Bình Dương trong Chiến tranh Thế giới thứ hai cho đến khi bị hư hại nặng trong trận Hải chiến Guadalcanal, và bị tàu khu trục Gwin đánh đắm vào ngày 15 tháng 11 năm 1942.

## Thiết kế và chế tạo
Benham được đặt lườn tại xưởng tàu của hãng Federal Shipbuilding and Drydock Company, ở Kearny, New Jersey vào ngày 1 tháng 9 năm 1936. Nó được hạ thủy vào ngày 16 tháng 4 năm 1938; được đỡ đầu bởi bà A. I. Dorr, cháu gái Chuẩn đô đốc Benham; và được đưa ra hoạt động vào ngày 2 tháng 2 năm 1939 dưới quyền chỉ huy của Thiếu tá Hải quân T. F. Darden.

## Lịch sử hoạt động
Được phân về Hạm đội Đại Tây Dương, Benham tuần tra ngoài khơi Newfoundland trong hầu hết thời gian của năm 1939 trước khi chuyển sang khu vực vịnh Mexico. Được điều động sang khu vực Thái Bình Dương, nó đi đến Trân Châu Cảng vào ngày 14 tháng 4 năm 1940, và luân phiên hoạt động tại các vùng biển California và Hawaii.
Benham đã phục vụ như tàu hộ tống cho tàu sân bay Enterprise trong nhiệm vụ chuyển giao máy bay thuộc lực lượng Thủy quân Lục chiến đến đảo san hô Midway từ ngày 28 tháng 11 đến ngày 8 tháng 12 năm 1941, nên đã lỡ mất cuộc tấn công bất ngờ của Hải quân Nhật xuống Trân Châu Cảng. Nó phục vụ cùng các lực lượng đặc nhiệm tàu sân bay Enterprise và Saratoga ngoài khơi Hawaii, cũng như cùng Lực lượng Đặc nhiệm 16 trong cuộc Không kích Doolittle xuống Tokyo từ ngày 8 đến ngày 25 tháng 4 năm 1942. Nó tiếp tục hoạt động cùng Lực lượng Đặc nhiệm 16 trong Trận Midway từ ngày 3 đến ngày 6 tháng 6, nơi nó đã cứu vớt 720 người sống sót từ tàu sân bay Yorktown cùng 188 người khác từ tàu khu trục Hammann; tham gia các cuộc đổ bộ lên Guadalcanal và Tulagi từ ngày 7 đến ngày 9 tháng 8, và trong Trận chiến Đông Solomon từ ngày 23 đến ngày 25 tháng 8.
Benham gia nhập Lực lượng Đặc nhiệm 64 vào ngày 15 tháng 10 trong thành phần lực lượng hải quân hỗ trợ ngoài khơi Guadalcanal. Trong các ngày 14 và 15 tháng 11, nó tham gia Trận hải chiến Guadalcanal, và lúc 00 giờ 38 phút ngày 15 tháng 11, nó trúng một quả ngư lôi phía mũi tàu vốn phá hủy mọi thứ phía trước cầu tàu. Chiếc tàu khu trục vẫn tiếp tục nổi, và di chuyển chậm chạp về phía Guadalcanal trong ngày hôm đó, nhưng đến 16 giờ 37 phút, nó không thể tiếp tục và thủy thủ đoàn phải bỏ tàu. Tàu khu trục Gwin vớt những người sống sót, rồi đánh đắm nó lúc 19 giờ 38 phút bằng hải pháo.

## Phần thưởng
Benham được tặng thưởng năm Ngôi sao Chiến trận do thành tích phục vụ trong Chiến tranh Thế giới thứ hai.